# Бежта
Бежта е село (аул) в Република Дагестан, Руската федерация. Той е най-голямото населено място в Цутинския район на аварите, на 274 km югозападно от столицата Махачкала.
Разположено е близо до река Хизанор, на 170 km югозападно от гр. Буйнакск (по новия федерален път през Химринския тунел). Население 8,3 хиляди души (2006).
Бежтинците са субетнос на аварите. Бежтинският език влиза в състава на аваро-андо-цезската подгрупа от нахско-дагестанската група на севернокавказското езиково семейство.
GPS координати: 42°08′01″ сев. ширина и 46°07′19″ изт. дължина
|  | Тази страница частично или изцяло представлява превод на страницата „Бежта“ в Уикипедия на руски. Оригиналният текст, както и този превод, са защитени от Лиценза „Криейтив Комънс – Признание – Споделяне на споделеното“, а за съдържание, създадено преди юни 2009 година – от Лиценза за свободна документация на ГНУ. Прегледайте историята на редакциите на оригиналната страница, както и на преводната страница, за да видите списъка на съавторите. ВАЖНО: Този шаблон се отнася единствено до авторските права върху съдържанието на статията. Добавянето му не отменя изискването да се посочват конкретни източници на твърденията, които да бъдат благонадеждни. |